# Список монархів Есватіні
Список верховних вождів і королів  (Нгвеньямас) Свазіленду.

## Королі/Верховні вожді Свазіленду (до-1780)
- Мкулункосі
- Комозіта
- Сукута
- Мадласомо
- Ндлову (король)
- Нгвекаті
- Мавава/Кувава
- Сідвабасілутфулі
- Гебасе
- Кунене (король Свазіленду)
- Нкабінгве
- Мадлабане
- Гілі
- Дулунга
- Дондобола
- Сіхуба
- Млангені
- Мсімудзе
- Мбхондло/Мбхохоло
- Тембе
- Сікулумалойо
- Ланга Самукеті
- Нкомо
- Кабако
- Нкосі I: 1355–1400
- Нгване I: 1400–1435
  - Дламіні I
  - Мсваті I
  - Нгване II
  - Дламіні II
  - Нкосі II
  - Мавусо I
  - Магудулела
  - Лудвонга
  - Дламіні III

## Королі/Верховні вожді Свазіленду (1745—1968)
- Нгване III: 1745—1780
  - Королева Ндвандве : 1780
- Нгвудгуньє : 1780-1815
  - Королева Мндзебеле: 1815
- Собуза I (Ngwane IV): 1815-1836
  - Королева Лоджіба Сімелане: 1836-1840
- Mswati II: 1840 — липень 1868
  - Королева Цандзіле Ндванде: липень 1868 — червень 1875
- Людвонга II: помер перед тим як стати королем
- Мбадзені (Дламіні IV): червень 1875 — 7 жовтня 1889
  - Королева Тібаті Нкамбуле: 7 жовтня 1889 — 1894
- Нгване V: лютий 1895 — 10 грудня 1899
  - Королева Лабоцібені Гваміле Мдлулі: 10 грудня 1899 — 22 грудня
- Собуза II: 22 грудня 1921 — 2 вересня 1968

## Королі Свазіленду (1968–теперішній час)
| Зображення | Ім'я       | Дата народження | Монарх з       | Монарх до      | Дата смерті    |
| ---------- | ---------- | --------------- | -------------- | -------------- | -------------- |
|            | Собуза II  | 22 липня 1899   | 10 грудня 1899 | 21 серпня 1982 | 21 серпня 1982 |
|            | Мсваті III | 19 квітня 1968  | 25 квітня 1986 | Живий          | Живий          |